# Lag Anna Hasselborg
Lag Anna Hasselborg är ett svenskt damlag i curling som leds av Anna Hasselborg. Vid de Olympiska vinterspelen i Pyeongchang 2018 tog Lag Hasselborg guld efter att ha besegrat värdnationen Sydkorea i finalen.
Laget består av Anna Hasselborg, Sara McManus, Sofia Scharback och Agnes Knochenhauer. Reserv vid guldet i Pyeongchang var Jennie Wåhlin, men sedan 2018 har Johanna Heldin Lindström agerat reserv i laget. Laget coachas av Kristian Heldin Lindström som tidigare spelade med Lag Niklas Edin. Tidigare coacher för laget har varit kanadensaren Wayne Middaugh och Maria Prytz.
Lag Hasselborg är uttagna till att representera Sverige vid OS i Milano Cortina 2026. 